# Axel Leijonhufvud
Axel Leijonhufvud (Stoccolma, 6 settembre 1933 – 2 maggio 2022) è stato un economista svedese, professore di economia all'Università della California, Los Angeles e all'Università di Trento.

## Biografia
Dopo aver svolto il proprio percorso formativo in Svezia laureandosi presso l'Università di Lund, proseguì gli studi negli Stati Uniti completando un Master in Economia all'Università di Pittsburgh per poi completare la propria formazione con un dottorato alla Northwestern University.
Iniziò l'attività didattica alla UCLA nel 1964 come Assistant Professor, per poi essere promosso Professore Associato nel 1967 e Professore Ordinario (Full Professor) nel 1971. Negli anni a seguire sarà in più occasioni presidente del Dipartimento di Economia della stessa università. Nel 1983 ricevette anche una Laurea Honoris Causa dall'Università di Lund. Nel 1991 aprì il Center for Computable Economics sempre presso la UCLA, centro che dirigerà fino al 1997. Sempre a partire dal 1991 e per un paio d'anni sarà anche consulente economico per il governo del Kazakistan.  Nel 1995 iniziò a collaborare con l'Università di Trento, sia come docente di Teoria e Politica Monetaria che come membro del CEEL (Computable and Experimental Economics Laboratory).
Il suo lavoro più famoso è sicuramente il libro On Keynesian Economics and the Economics of Keynes, in cui precisa le differenze tra il lavoro di John Maynard Keynes e la successiva sintesi neoclassica, nella quale si riconduce il lavoro di Keynes nell'ambito dell'analisi dell'economia neoclassica marginalista: secondo Leijonhufvud il modello IS-LM proposto da John Hicks non rispetta il reale pensiero di Keynes e non riesce ad incamerare il concetto di "disoccupazione involontaria". Anche nei suoi scritti seguenti ("Effective Demand Failures",) fino a quelli più recenti , Leijonhufvud sottolinea le situazioni di disequilibrio e l'importanza di uno studio dell'economia in senso dinamico, ponendosi quindi in posizione di critica alla scuola dell'equilibrio economico generale come formulata da Léon Walras e successivamente ripresa ed aggiornata in chiave monetaria da Milton Friedman e dal monetarismo.
Nel 2006 il Dipartimento di Economia della UCLA organizzò una conferenza in suo onore come riconoscimento ai suoi contributi allo sviluppo del Dipartimento e della teoria economica, cui parteciparono economisti come Lars Peter Hansen, Peter Howitt, David K. Levine, Edmund Phelps, Thomas J. Sargent e Kenneth L. Sokoloff .